# Ottilie Graszl
Ottilie „Otti“ Graszl (* 24. Mai 1916 als Ottilie Ratschker; † 3. Mai 1993 in Wien) war eine österreichische Tischtennisspielerin. Sie gewann bei deutschen Meisterschaften dreimal die Goldmedaille im Doppel.

## Werdegang
1938 heiratete Ottilie Ratschker und hieß dann Graszl.
Ähnlich wie Trude Pritzi nahm Otti Graszl nach dem „Anschluss Österreichs“ an Deutschland an den deutschen Meisterschaften teil. Mit der Mannschaft von PSV Wien gewann sie die deutsche Meisterschaft. Zusammen mit Trude Pritzi wurde sie dreimal hintereinander deutscher Meister im Doppel, mit Heinrich Bednar gewann sie 1942 die Goldmedaille im Mixed.
Nach dem Zweiten Weltkrieg spielte sie wieder für Österreich, allerdings stand sie etwas im Schatten von Trude Pritzi. Gegen diese verlor sie von 1946 bis 1948 dreimal das Endspiel um die österreichische Meisterschaft und musste sich so mit der Vizemeisterschaft zufriedengeben. Zusammen mit Pritzi gewann sie noch drei österreichische Meisterschaften im Doppel.
1993 starb Ottilie Graszl. Sie wurde auf dem Jedleseer Friedhof in Wien beigesetzt.

## Sportliche Erfolge
- Nationale deutsche Meisterschaften
  - 1938 in Breslau: 4. Platz Einzel
  - 1940 in Baden (Wien): 1. Platz Doppel (mit Trude Pritzi), 4. Platz Mixed (mit Erwin Kaspar)
  - 1941 in Dresden: 1. Platz Doppel (mit Trude Pritzi)
  - 1942 in Dresden: 1. Platz Doppel (mit Trude Pritzi), 1. Platz Mixed (mit Heinrich Bednar)

- Deutsche Mannschaftsmeisterschaft
  - 1939 in Berlin: 1. Platz mit Postsportverein Wien

- Deutsche Gaumeisterschaft
  - 1938 in Breslau: 1. Platz mit Ostmark
  - 1939 in Frankfurt/Main: 1. Platz mit Ostmark

- Österreichische Meisterschaften
  - 1946 in Wien: 2. Platz Einzel, 1. Platz Doppel (mit Trude Pritzi), 2. Platz Mixed (mit Ferdinand Schuech)
  - 1947 in Wien: 2. Platz Einzel, 1. Platz Doppel (mit Trude Pritzi), 2. Platz Mixed (mit Heinrich Bednar)
  - 1948 in Innsbruck: 2. Platz Einzel, 1. Platz Doppel (mit Trude Pritzi), 3. Platz Mixed (mit Heinrich Bednar)

- Vereine
  - Postsportverein Wien (ab 1936)
  - Admira Wien
  - Austria Wien
  - Union Finanz

## Turnierergebnisse
| Verband | Veranstaltung     | Jahr | Ort       | Land | Einzel    | Doppel       | Mixed        | Team |
| ------- | ----------------- | ---- | --------- | ---- | --------- | ------------ | ------------ | ---- |
| AUT     | Weltmeisterschaft | 1949 | Stockholm | SWE  | letzte 64 | keine Teiln. | keine Teiln. | 5    |
| AUT     | Weltmeisterschaft | 1947 | Paris     | FRA  | letzte 64 | keine Teiln. | letzte 64    | 9    |